# Phorocera slossonae
Phorocera slossonae là một loài ruồi trong họ Tachinidae.